# Comparaisons entre Israël et l'Allemagne nazie

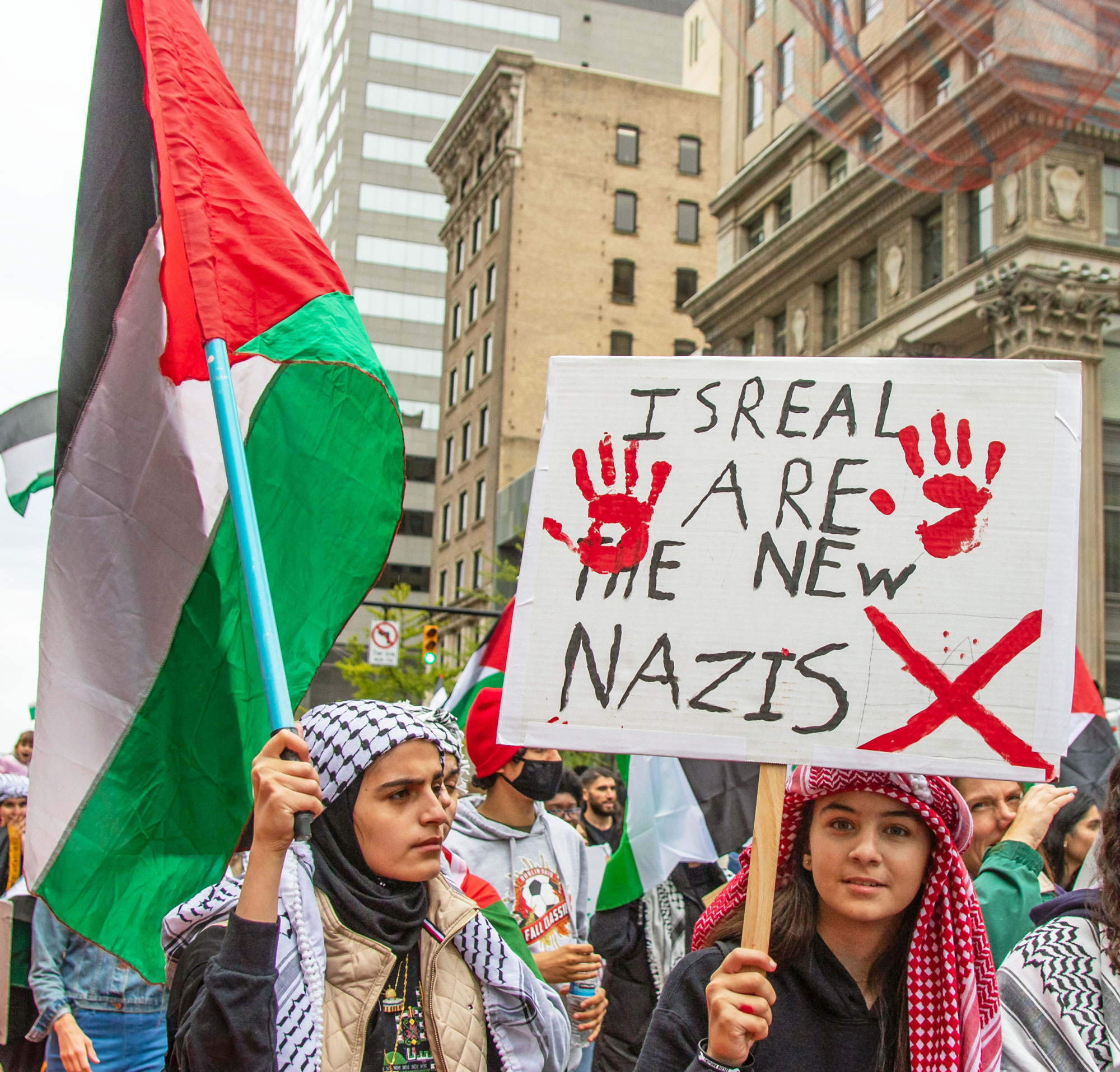
22 octobre 2023 : Des manifestants pro-palestiniens à Columbus, Ohio, arborent une affiche sur laquelle on peut lire « Israël sont les nouveaux nazis » au milieu des manifestations contre la guerre de Gaza aux États-Unis.

Les comparaisons entre Israël et l’Allemagne nazie sont fréquentes dans le discours antisioniste,. Compte tenu de l’héritage de la Shoah, leur caractère potentiellement antisémite fait l’objet d’un débat constant.
Des comparaisons entre le sionisme et le nazisme existent depuis avant la création d’Israël. Elles ont été formulées par des universitaires, politiciens et personnalités publiques, juives ou non,,. Pour certains chercheurs, ces analogies seraient des outils rhétoriques, parfois nécessaires, sans intention antisémite. Pour d’autres, elles manquent de fondement historique et moral, et peuvent nourrir la haine des Juifs ou le déni  ou minimisation de la Shoah.
Tout au long du XXe siècle, de nombreux responsables politiques, surtout à gauche, ont comparé Israël ou le sionisme au nazisme.
Au XXIe siècle, les hommes politiques qui ont fait de telles comparaisons incluent le président turc Recep Tayyip Erdoğan, le président brésilien Luiz Inácio Lula da Silva, le président vénézuélien Hugo Chávez, le président colombien Gustavo Petro, et d'autres.

## AuXXesiècle

### Dans les années 1940
Les comparaisons entre le sionisme et le nazisme datent d'avant la fondation de l'État d'Israël en mai 1948. Déjà en 1945, l'officier de  l'armée britannique et homme politique Edward Spears a comparé le sionisme politique à l'idée nazie de Lebensraum (ou d'espace vital).
Le linguiste juif allemand et antifasciste Victor Klemperer, survivant de la Shoah, a choisi après 1945 de ne pas s'installer en Israël et de rester en Allemagne. Klemperer a écrit dans son ouvrage LTI - Lingua Tertii Imperii (La langue du Troisième Reich ) que le sionisme et le nazisme sont essentiellement des idéologies nationalistes néoromantiques,.
En 1948, un certain nombre d'autres personnalités publiques juives dont Hannah Arendt et Albert Einstein, ont signé une lettre ouverte comparant Tnuat Haherut, un des premiers partis politiques nationalistes juifs fondé par Menahem Begin, au nazisme ,. Les opinions d'Hannah Arendt sur le sionisme et Israël ont considérablement varié au fil du temps. Einstein, en revanche a toujours soutenu l'idée d'une patrie juive en Israël (alors Palestine sous mandat britannique), mais pas celle d'un État juif.

### Dans les années 1960
Pendant la guerre des Six Jours, et dans le contexte de la Guerre froide, l'administration de l'Union soviétique a officiellement comparé les tactiques israéliennes à celles de l'Allemagne nazie Après la victoire du Likoud aux élections législatives israéliennes de 1977, les métaphores de l’Holocauste ont commencé à être utilisées par la droite israélienne pour décrire ses adversaires de gauche.

### Dans les années 1980
Le philosophe israélien Yeshayahou Leibowitz en introduisant le terme « judéo-nazis », il a soutenu que la poursuite de l’occupation militaire des Territoires palestiniens conduirait à la dégradation morale des Forces de défense israéliennes (FDI), des individus commettant des atrocités au nom des intérêts de sécurité de l’État,. En 1988, Yehuda Elkana, également survivant de la Shoah, a averti que la tendance en Israël à considérer toutes les menaces potentielles comme existentielles et tous les opposants comme des nazis conduirait à un comportement de type nazi de la part des Juifs .
Au cours de la Première intifada, l’historien israélo-américain Omer Bartov a exprimé son indignation face à l’appel du ministre Yitzhak Rabin à « briser les os » des Palestiniens. Il lui adressa une lettre dans laquelle il soutenait que, d’après ses recherches, l’armée israélienne risquait d’être brutalisée de manière similaire à l’armée allemande pendant la Seconde Guerre mondiale.
Selon le politologue Ian Lustick, professeur à l’Université de Pennsylvanie, de telles comparaisons constituent une « conséquence naturelle, bien qu’involontaire, de l’immersion des Juifs israéliens dans l’imaginaire de l’Holocauste ». Il ajoute que l’expression « inversion de l’Holocauste », utilisée pour qualifier les comparaisons avec le nazisme, est généralement employée par ceux qui considèrent l’Holocauste comme un modèle structurant de l’expérience juive contemporaine .
En 1983, Richard Arens, professeur de droit international et droits civiques à l'Université américaine de Bridgeport, ainsi que frère du ministre israélien de la Défense Moshe Arens, a comparé - comme Edward Spears - la colonisation israélienne au lebensraum nazi.

## AuXXIesiècle

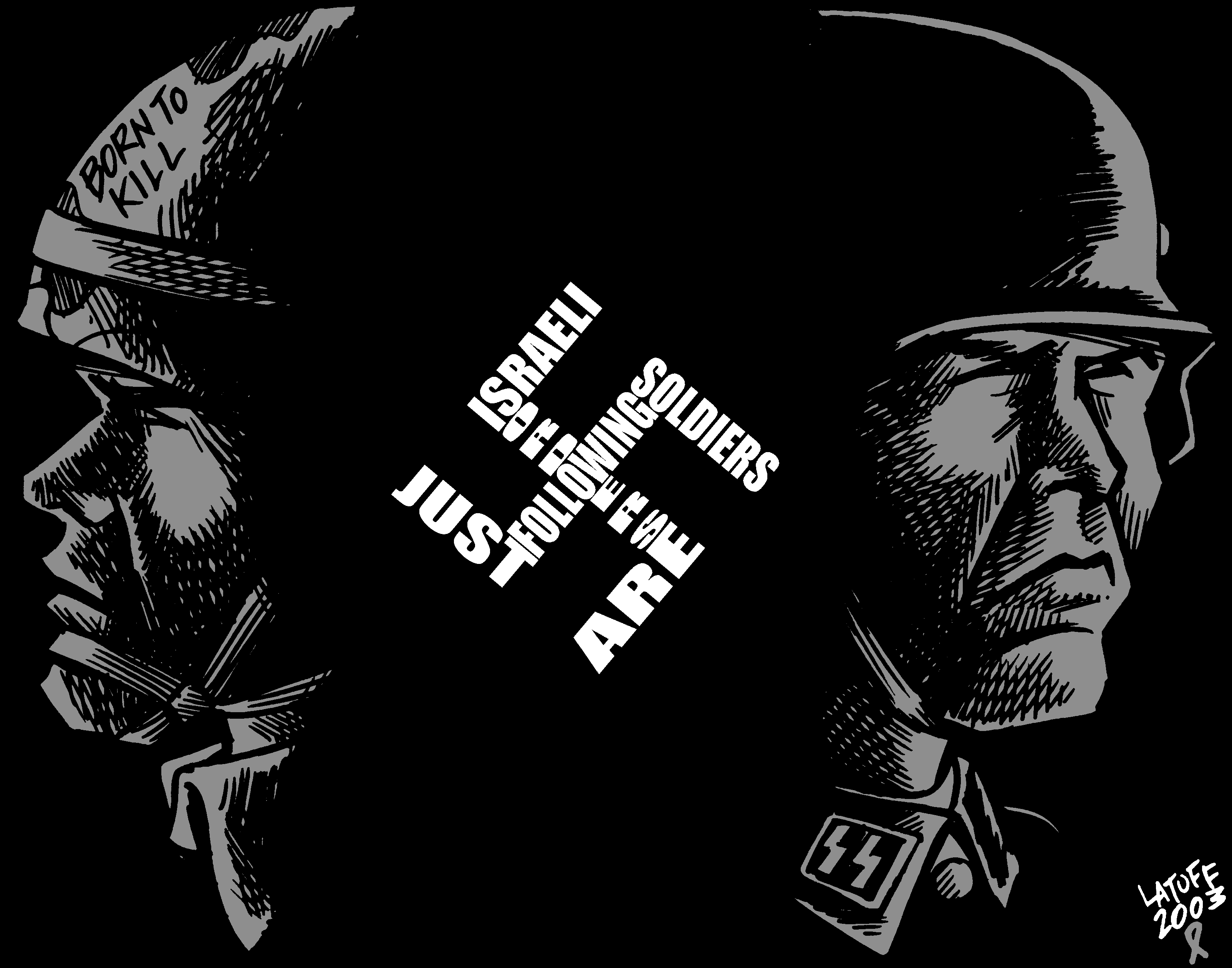
« Les soldats israéliens ne font qu'obéir aux ordres » par Carlos Latuff

### Déclarations des Israéliens
Lors du désengagement israélien de la bande de Gaza en 2005, lors des protestations, certains colons israéliens ont arboré des étoiles jaunes, en référence à celles imposées aux Juifs pendant la Shoah, afin de se comparer symboliquement aux victimes de l’Holocauste.

Dans un article de 2012 intitulé « La tache d'un léger nuage : les soldats israéliens, l'armée et la société dans l'Intifada », les universitaires israéliens (et anciens soldats de Tsahal) Nuphar Ishay-Krien et Yoel Elizur ont cité un soldat anonyme qui a servi pendant la Première intifada : 
« Je me sentais comme un nazi... on aurait dit que nous étions les nazis et qu'ils étaient les juifs ».

Dans un témoignage publié par l'ONG israélienne Breaking the Silence, un soldat de Tsahal qui a servi dans l'opération Bordure protectrice de 2014 a raconté les attaques d'Israël sur Beit Hanoun, dans la bande de Gaza, en disant :
« Une photographie fréquemment montrée lors des voyages éducatifs en Pologne — au cours desquels de jeunes Israéliens visitent les sites commémoratifs de la Shoah — illustre la destruction de Varsovie. Elle présente le même quartier de la ville avant et après la Seconde Guerre mondiale : d’un côté, une capitale européenne élégante ; de l’autre, un paysage de ruines, où une seule maison subsiste au milieu de la dévastation. Cette image est souvent utilisée pour marquer visuellement l’ampleur de la destruction subie ».
En 2016, Yaïr Golan, général israélien et chef d'état-major adjoint de Tsahal, a suscité une vive controverse lors d'un discours à Yom HaShoah (commémorant les victimes de la Shoah). Golan y a fait allusion à des dynamiques sociales observées en Europe à l’époque de l’Holocauste. À la suite des critiques du Premier ministre Benjamin Netanyahu, le général a précisé qu’il n’avait pas l’intention de comparer Israël à l’Allemagne nazie : 
« C'est une comparaison absurde et sans fondement et je n'avais aucune intention d'établir un quelconque parallèle ou de critiquer les dirigeants nationaux. L'armée israélienne est une armée morale qui respecte les règles d'engagement et protège la dignité humaine ». 
Il a ensuite de nouveau comparé la droite israélienne aux nazis, s'attirant les critiques de ces derniers.

En 2023, pendant la guerre de Gaza, faisant suite à l'attaque du 7 octobre sur le territoire israélien par le Hamas, le chef du Conseil de la ville de Metoula, David Azoulai, a déclaré dans une interview que : 
« La bande de Gaza doit être entièrement vidée. Rasée. Comme à Auschwitz. Qu'elle devienne un musée où le monde entier puisse voir ce qu'Israël est capable de faire. Que personne ne réside dans la bande de Gaza à la vue du monde entier, car le 7 octobre a été, en quelque sorte, un second Holocauste. » 
Ces propos ont été condamnés par un porte-parole du musée national Auschwitz-Birkenau, qui a déclaré qu'ils « pourraient être interprétés comme un appel au meurtre d'une ampleur comparable à celle d'Auschwitz ».

Le politicien Moshe Feiglin a comparé les Palestiniens aux nazis, en déclarant : 
« Comme Hitler - que son nom soit effacé - l'a dit un jour : « Je ne peux pas vivre dans ce monde s'il reste un seul Juif », nous ne pourrions pas vivre sur cette terre si un seul de ces islamo-nazis restait à Gaza, et pas avant de retourner à Gaza et de la transformer en Gaza hébraïque ».

### Déclarations des Palestiniens
En août 2022, le président de l'État de Palestine, Mahmoud Abbas, a accusé Israël d'avoir commis « 50 Holocaustes », lors d'une visite à Berlin, en Allemagne. Abbas avait répondu à la question d'un journaliste sur le prochain 50e anniversaire du massacre de Munich de 1972 commis par le groupe terroriste palestinien actif au niveau international Septembre Noir, qui était à l'époque affilié au parti Fatah d'Abbas. Lorsqu'on lui a demandé s'il avait l'intention de s'excuser pour l'attaque disproportionnée, Abbas a répondu en énumérant les allégations d'atrocités commises par Israël. Olaf Scholz, le chancelier allemand, a grimacé à l'utilisation du mot « Holocauste » mais n'a rien dit. Il a condamné ces propos plus tard, en affirmant : « Surtout pour nous, Allemands, toute relativisation de l’Holocauste est insupportable et inacceptable ». La publication allemande Bild a qualifié l'incident d'antisémite,. En réponse, Abbas a déclaré que sa réponse n'avait pas pour but de nier la singularité de l'Holocauste, qu'il a déclaré condamner dans les termes les plus forts, mais qu'il avait l'intention de discuter des « crimes et massacres commis contre le peuple palestinien depuis la Nakba aux mains des forces israéliennes », selon lui.

### Déclarations de politiciens internationaux
En juillet 2018, le président turc Recep Tayyip Erdoğan, s'adressant aux députés de la Grande Assemblée nationale à Ankara, a déclaré que « l'esprit d' Hitler » survit en Israël, commentant spécifiquement qu'il croit qu'« aucune différence [n'existe] entre l'obsession d'Hitler pour une race pure et la compréhension que ces terres anciennes sont réservées aux Juifs ». Il a également qualifié Israël d'« État le plus sioniste, fasciste et raciste du monde ». Ces déclarations ont été condamnées par le Premier ministre israélien Benyamin Netanyahou, qui a décrit le régime d'Erdoğan comme une « dictature sombre » et a déclaré qu'Erdoğan « massacre des Syriens et des Kurdes et a emprisonné des dizaines de milliers de ses propres citoyens, ». La querelle entre les deux dirigeants a eu lieu après l'adoption par le gouvernement israélien de la Loi fondamentale : Israël comme État-nation du peuple juif.
Le 18 février 2024, le président brésilien Lula da Silva a suscité une controverse en raison de sa déclaration comparant les actions d'Israël dans la guerre de Gaza à l'Holocauste.

### Au Royaume-Uni
Au Royaume-Uni, l'ancien député de Bradford East, le libéral-démocrate David Ward, a créé la controverse après avoir signé le Livre du Souvenir au Parlement le jour de la commémoration de l'Holocauste, en écrivant : 
« Je suis attristé que les Juifs, qui ont subi des persécutions inouïes pendant l'Holocauste, puissent, quelques années après leur libération des camps de la mort, infliger des atrocités aux Palestiniens du nouvel État d'Israël et continuer à le faire quotidiennement en Cisjordanie et à Gaza ».
Il a déclaré plus tard qu'une « opération de grande envergure » avait déformé ce qu'il voulait dire. À la suite de l'examen minutieux de la controverse de janvier 2013, les dirigeants des Libéraux-démocrates ont menacé Ward de mesures disciplinaires formelles en raison de ses arguments.

Le musicien britannique Roger Waters, du groupe de rock Pink Floyd, connu notamment pour son antisionisme,, et son soutien au mouvement Boycott, désinvestissement et sanctions (BDS) contre Israël, et parfois accusé d'antisémitisme,,,,,, a comparé à plusieurs reprises Israël à l’Allemagne nazie. Dans une interview accordée au magazine Counter Punch en 2013, il accusait le lobby juif d'être très puissant aux États-Unis et déclarait : 
« Nombreux étaient ceux qui prétendaient que l'oppression des Juifs n'existait pas. De 1933 à 1946. Ce n'est donc pas un scénario nouveau. Sauf que cette fois, c'est le peuple palestinien qui est assassiné, ». 
Le rabbin et écrivain américain Shmuley Boteach a qualifié cette comparaison d'antisémite, écrivant dans The Observer : 
« M. Waters, les nazis étaient un régime génocidaire qui a assassiné 6 millions de Juifs. Que vous ayez l'audace de comparer les Juifs à des monstres qui les ont assassinés montre que vous n'avez aucune décence, que vous n'avez ni cœur ni âme ». 
En 2017, lors d'une conversation vidéo en direct d'une heure sur Facebook, Waters a de nouveau comparé Israël à l'Allemagne nazie.

### Aux États-Unis
Dans une émission spéciale de Netflix, le comédien Dave Chappelle a fait une blague sur William Ellison, un ancien esclave de Caroline du Sud qui est ensuite devenu propriétaire d'esclaves . La chute de la blague est : « Et, chose choquante, ils font un film sur lui. Ironiquement, il s’intitule “Juifs de l’espace”. » L’organisation britannique Campaign Against Antisemitism (CAA) a déclaré que la blague sous-entendait que « les Juifs soumettent les autres aux atrocités qu’ils ont subies pendant l’Holocauste. » La blague a été dénoncée par CAA, un porte-parole déclarant : 
« L’antisémitisme et la minimisation de l’Holocauste ne sont pas une plaisanterie. S’il y a toujours une place pour l’humour léger, la prétendue comédie de Dave Chapelle manque cruellement de cohérence et joue sur les préjugés ignorants de son public. C’est déjà assez odieux de le faire dans le cadre d’un comedy club, mais être diffusé dans les salons du monde entier grâce à Netflix est un privilège injustifié pour quelqu’un qui est prêt à se moquer du traumatisme de l’histoire juive et de la mémoire des six millions de victimes juives du génocide nazi ».
L'acteur américain Wallace Shawn a déclaré dans une interview accordée à Katie Halper en 2025 :
« (Israël) commet un mal tout aussi grave que celui des nazis ». Il a ajouté : « D'une certaine manière, c'est pire, car ils s'en vantent. Hitler a eu la décence de tenter de garder le secret. Pour une raison inconnue, Hitler ne voulait pas que les gens sachent qu'il faisait subir ces choses aux Juifs. Les Israéliens en sont presque fiers, et c'est diaboliquement maléfique. Et quiconque ne reconnaît pas que c'est mal, je ne peux probablement pas communiquer avec lui. C'est peut-être une folie passagère ».
Jake Romm, dans un article pour Parapraxis sur le rôle de la Shoah dans le sionisme, a écrit : 
« La Shoah était présente pour les premiers auteurs sionistes de la Nakba à la fois comme le crime à venger et comme le modèle de la barbarie – et de l'efficacité – nécessaire pour mener à bien cette vengeance ».

## Réponses
Les universitaires du monde entier se demandent si les comparaisons entre Israël et l’Allemagne nazie sont antisémites ou non.  Lesley Klaff et Bernard-Henri Lévy soutiennent que ces comparaisons manquent d’équivalence historique et morale et risquent d’inciter à un sentiment antijuif,. L'auteur Yossi Klein Halevi a estimé que la comparaison était une forme de trope déshumanisant archaïque : « le Juif comme incarnation du mal » et le « Juif satanique », désormais transformé en « l'État juif satanique ».
Les comparaisons entre Israël et le nazisme ont été décrites comme une forme de banalisation de la Shoah appelée « inversion de l’Holocauste ». L'historienne Deborah Lipstadt, l'envoyée spéciale des États-Unis pour la lutte contre l'antisémitisme, décrit ce type d'inversion de l'Holocauste comme un déni « soft-core », par opposition au déni « hard-core » pratiqué par le Britannique David Irving . Elle dit que cela « dilue ce qu’était l’Holocauste » en utilisant une fausse comparaison.
Le juriste et fonctionnaire gouvernemental aux droits civils, Kenneth L. Marcus, affirme que l'inversion de l'Holocauste vise à « choquer, faire taire, menacer, isoler et légitimer », ce qui a « un effet dissuasif sur les partisans juifs d'Israël ». Il affirme que cela implique que le sujet mérite une certaine forme de punition, ce qui justifie alors tout antisémitisme qui pourrait survenir, tout en le déguisant en critique politique d’Israël. Cela sert également à protéger ceux qui utilisent de telles comparaisons des accusations de racisme. Bernard-Henri Lévy affirme que cela érode les garanties sociales en fournissant « une toute nouvelle façon de justifier » l'antisémitisme, plus subtile que de crier « Juifs de l'argent » ou « Ils ont tué le Christ ». Le sociologue britannique David Hirsh a décrit la (en)« formulation Livingstone » comme la défense utilisée par ceux accusés d'antisémitisme selon laquelle leurs accusateurs tentent d'empêcher Israël d'être critiqué.
La définition pratique de l'antisémitisme – adoptée par l'Alliance internationale pour la mémoire de l'Holocauste, le Département d'État américain et d'autres organisations – offre plusieurs exemples pour aider à déterminer quand une critique d'Israël peut être antisémite, notamment « en établissant une comparaison entre la politique israélienne contemporaine et celle des nazis ». Les critiques de cette définition affirment qu’elle pourrait qualifier d’antisémites les critiques légitimes d’Israël et qu’elle a été utilisée pour censurer l’activisme pro-palestinien, en particulier. Des définitions alternatives telles que la Déclaration de Jérusalem sur l’antisémitisme ont été proposées sur cette base.
Le politologue Eyal Lewin suggère que l’inversion de l’Holocauste fait désormais partie de l’iconographie d’un nouvel antisémitisme qui s’est répandu à l’échelle mondiale – en particulier dans le monde arabe et musulman et en Europe occidentale et en Amérique – apparaissant souvent dans les manifestations et les représentations médiatiques. L'historien Bernard Lewis suggère que la conviction que « les nazis n'étaient pas pires qu'Israël » apporte également « un soulagement bienvenu à beaucoup de ceux qui portaient depuis longtemps le fardeau de la culpabilité pour le rôle qu'eux-mêmes, leurs familles, leurs nations ou leurs églises avaient joué dans les crimes d'Hitler contre les Juifs, que ce soit par participation ou complicité, acquiescement ou indifférence ».
Le chercheur britannique David Feldman suggère que les comparaisons avec la guerre de Gaza de 2014 n’ont pas été motivées par une subjectivité antijuive plus large, mais par une critique ciblée de la politique israélienne dans les actions militaires.
En Autriche, alors que l’antisémitisme manifeste a été limité après la Shoah, le Parti de la liberté d'Autriche a utilisé des comparaisons entre l’Allemagne nazie et Israël pour délégitimer ses opposants politiques. Le politologue américain Ian Lustick rapporte que de nombreux Israéliens sont « déjà repoussés par les actions contre les Palestiniens qu'ils ne peuvent s'empêcher d'associer à la persécution nazie des Juifs ».  L'historien israélo-américain Omer Bartov a établi une analogie entre la déshumanisation de ses ennemis par l'armée allemande sous le nazisme et les attitudes affichées par les jeunes soldats israéliens lors de la guerre de Gaza en 2024.